# Scaphotettix fanjingensis
Scaphotettix fanjingensis är en insektsart som beskrevs av Li och Wang 2005. Scaphotettix fanjingensis ingår i släktet Scaphotettix och familjen dvärgstritar. Inga underarter finns listade i Catalogue of Life.